# Serranía de las Minas
Serranía de las Minas är en bergskedja i Colombia.   Den ligger i departementet Huila, i den sydvästra delen av landet, 400 km sydväst om huvudstaden Bogotá.
Serranía de las Minas sträcker sig 19,0 km i sydvästlig-nordostlig riktning. Den högsta toppen är Cerro Pelado, 2 781 meter över havet.
Topografiskt ingår följande toppar i Serranía de las Minas:
- Cerro Blanquecino
- Cerro Pelado
- Cuchilla Sinaí